# 754 Malabar
754 Malabar eller 1906 UT är en asteroid i huvudbältet, som upptäcktes 22 augusti 1906 av den tyska astronomen August Kopff i Heidelberg. Den är uppkallad efter Gunung Malabar i Indonesien.
Asteroiden har en diameter på ungefär 94 kilometer.